# Germaine Rouer
Germaine Joséphine Rouer, nascuda el 2 de novembre de 1897 al 17è districte de París, i morta el 26 de desembre de 1994 al 4t districte de París va ser una actriu francesa, membre d'honor de la Comédie-Française.

## Biografia
Des del seu primer matrimoni l'11 de desembre de 1926 amb el director Pierre Marodon, va tenir una filla, Thérèse, que es va convertir en actriu sota el nom de Thérèse Marney. Divorciada, es va convertir l'any 1950l'esposa d'Yvon Delbos, un polític socialista radical de la Dordonya (1885-1956).
Va passar la seva infantesa i gran part de la seva vida a Crécy-la-Chapelle, on era propietària d'una casa al llogaret de Mongrolle.

## Carrera al cinema
- 1910 : Les Deux Orphelines d'Albert Capellani
- 1910 : Fra Diavolo d'Albert Capellani
- 1910 : Un épisode de 1812 de Camille de Morlhon
- 1916 : Les Vampires. Ep.9 : L'Homme des poisons de Louis Feuillade : Augustine
- 1916 : Les Vampires. Ep.10 : Les Noces sanglantes de Louis Feuillade : Augustine
- 1919 : Perdue de Georges Monca : Madeleine Monfort
- 1921 : Les Deux Soldats de Jean Hervé : Zélie
- 1921 : Le Pauvre Village de Jean Hervé : la Lombarde
- 1921 : Un drame sous Napoléon de Gérard Bourgeois : Sybille Bernac
- 1921 : La Terre de André Antoine : Françoise Macquart
- 1923 : La Porteuse de pain de René Le Somptier : Mary Hartman
- 1926 : La Flamme de René Hervil : Cléo d'Aubigny
- 1926 : Les Mensonges de Pierre Marodon : Thérèse Walcourt
- 1927 : La Cousine Bette de Max de Rieux : Valérie Marneffe
- 1927 : La Glu de Henri Fescourt : la Glu
- 1929 : Au Bonheur des Dames de Julien Duvivier : Madame Desforges
- 1930 : Deux fois vingt ans de Carlo Felice Tavano : Emma Baïta
- 1930 : La Messe de minuit, curtmetratge de Jacques de Baroncelli
- 1932 : Roger la honte de Gaston Roudès : Henriette Laroque
- 1934 : Le Secret d'une nuit de Félix Gandéra : Madame Hoppguer
- 1934 : Un soir à la Comédie-Française, curtmetratge de Léonce Perret
- 1935 : Bourrasque de Pierre Billon : Jane Bardet
- 1936 : Les Deux Gosses de Fernand Rivers : Hélène de Kerlor
- 1936 : La Pocharde de Jean Kemm et Jean-Louis Bouquet : Charlotte Lamarche
- 1937 : Le Chemin de lumière de Paul Mesnier
- 1937 : La Femme du bout du monde de Jean Epstein : Anna
- 1937 : Liberté de Jean Kemm : Jeanne
- 1948 : Le Dolmen tragique de Léon Mathot : Madame Mauclerc
- 1950 : L'Enfant des neiges de Albert Guyot : la mère de Gisèle
- 1953 : Si Versailles m'était conté de Sacha Guitry : Mademoiselle Molière
- 1959 : L'Épreuve, telefilm de Roland-Bernard : Madame Argante

## Carrera al teatre
A la Comédie-Française
- Entrada a la Comédie-Française en 1933
- Societari de 1936 a 1955
- 393a societària
- Societària honorària el 1956
- 1933 : La Tragédie de Coriolan de William Shakespeare, posada en escena Émile Fabre, Comédie-Française
- 1934 : Bérénice de Racine, Comédie-Française : Bérénice (27 fois de 1934 à 1945)
- 1936 : L'Âne de Buridan de Gaston Arman de Caillavet, Robert de Flers, posada en escena Pierre Bertin, Comédie-Française
- 1937 : Asmodée de François Mauriac, posada en escena Jacques Copeau, Comédie-Française
- 1937 : Bérénice de Racine, Comédie-Française
- 1938 : Madame Sans-Gêne de Victorien Sardou et Émile Moreau, Comédie-Française
- 1938 : Esther de Racine, posada en escena Georges Le Roy, Comédie-Française
- 1939 : Le Jeu de l'amour et de la mort de Romain Rolland, posada en escena Denis d'Inès, Comédie-Française
- 1940 : Le Cid de Corneille, posada en escena Jacques Copeau, Comédie-Française
- 1941 : Léopold le bien-aimé de Jean Sarment, posada en escena Pierre Dux, Comédie-Française
- 1942 : Gringoire de Théodore de Banville, posada en escena Denis d'Inès, Comédie-Française
- 1942 : Hamlet de William Shakespeare, posada en escena Charles Granval, Comédie-Française
- 1944 : Barberine d'Alfred de Musset, posada en escena Jean Meyer, Comédie-Française
- 1944 : Esther de Racine, posada en escena Georges Le Roy, Comédie-Française
- 1944 : Asmodée de François Mauriac, posada en escena Jacques Copeau, Comédie-Française
- 1945 : Antoine et Cléopâtre de William Shakespeare, posada en escena Jean-Louis Barrault, Comédie-Française
- 1949 : L'Homme de cendres d'André Obey, posada en escena Pierre Dux, Comédie-Française au Théâtre de l'Odéon
- 1950 : Les Caves du Vatican d'André Gide, posada en escena Jean Meyer, Comédie-Française
- 1950 : L'Arlésienne d'Alphonse Daudet, posada en escena Julien Bertheau, Comédie-Française au Théâtre de l'Odéon
- 1952 : Le Bourgeois gentilhomme de Molière, posada en escena Jean Meyer, Comédie-Française
- 1952 : Britannicus de Racine, posada en escena Jean Marais, Comédie-Française : Agrippine en alternance
- 1953 : Britannicus de Racine, posada en escena Jean Marais, Comédie-Française
- 1954 : Britannicus de Racine, posada en escena Jean Marais, Comédie-Française

Al théâtre de l'Odéon
- 1922 : Molière d'Henry Dupuy-Mazuel i Jean-José Frappa, posada en escena Firmin Gémier, Théâtre de l'Odéon
- 1924 : L'Invitation au voyage de Jean-Jacques Bernard, posada en escena Gaston Baty, Théâtre de l'Odéon
- 1933 : Napoléon de Saint-Georges de Bouhélier, Théâtre de l'Odéon